# Poole's Corner Provincial Park
Poole's Corner Provincial Park är en park i Kanada.   Den ligger i provinsen Prince Edward Island, i den östra delen av landet, 1 000 km öster om huvudstaden Ottawa. Poole's Corner Provincial Park ligger 43 meter över havet.
Terrängen runt Poole's Corner Provincial Park är platt, och sluttar österut. Runt Poole's Corner Provincial Park är det glesbefolkat, med 16 invånare per kvadratkilometer.. Närmaste större samhälle är Montague, 5,6 km söder om Poole's Corner Provincial Park. 
Omgivningarna runt Poole's Corner Provincial Park är en mosaik av jordbruksmark och naturlig växtlighet.